# Mike Lynch (imprenditore)
Michael "Mike" Richard Lynch (Londra, 16 giugno 1965 – Mar Tirreno, 19 agosto 2024) è stato un imprenditore britannico, noto nel campo dell'intelligenza artificiale, co-fondatore di Autonomy Corporation e fondatore di Invoke Capital. Lynch fu inoltre co-fondatore della società di sicurezza informatica Darktrace, consigliere scientifico del primo ministro David Cameron, membro del consiglio d'amministrazione della BBC.
Dopo una laurea, un dottorato di ricerca e un post-dottorato presso l'Università di Cambridge, applicò la sua ricerca nell'apprendimento automatico per creare aziende di software e diventare una figura di spicco nella Silicon Fen, la regione intorno a Cambridge, nota per il gran numero di aziende high tech focalizzate su software, elettronica e biotecnologia. La vendita di Autonomy a Hewlett-Packard nel 2011 portò ad accuse di frode, a un contenzioso civile nel Regno Unito e all'estradizione di Lynch negli Stati Uniti, dove venne processato nel marzo 2024 e dichiarato non colpevole di tutte le accuse nel giugno 2024.
Mike Lynch morì nell'affondamento del suo yacht Bayesian avvenuto al largo di Porticello, frazione del comune di Santa Flavia a Palermo.  

## Biografia
Lynch nacque a Ilford, nel quartiere londinese di Redbridge, il 16 giugno 1965, e crebbe vicino a Chelmsford nell'Essex. Sua madre fu un'infermiera della contea di Tipperary e suo padre un vigile del fuoco della contea di Cork in Irlanda.
All'età di 11 anni vinse una borsa di studio per la Bancroft's School di Woodford. In seguito fu il principale sponsor della Bancroft's Foundation, istituita per fornire un sostegno alle borse di studio per consentire agli alunni brillanti di studiare a scuola indipendentemente dal reddito familiare. Dalla Bancroft's andò al Christ's College di Cambridge per studiare Scienze naturali. Dopo la laurea studiò per un dottorato di ricerca in reti neurali artificiali (una forma di apprendimento automatico) sotto la supervisione di Peter Rayner, direttore degli studi in ingegneria al Christ's College, e scrisse una tesi dal titolo "Adaptive techniques in signal processing and connectionist models" ("Tecniche adattive nell'elaborazione dei segnali e modelli connessionisti"). Prese una borsa di ricerca nel riconoscimento di modelli adattivi.

## Carriera

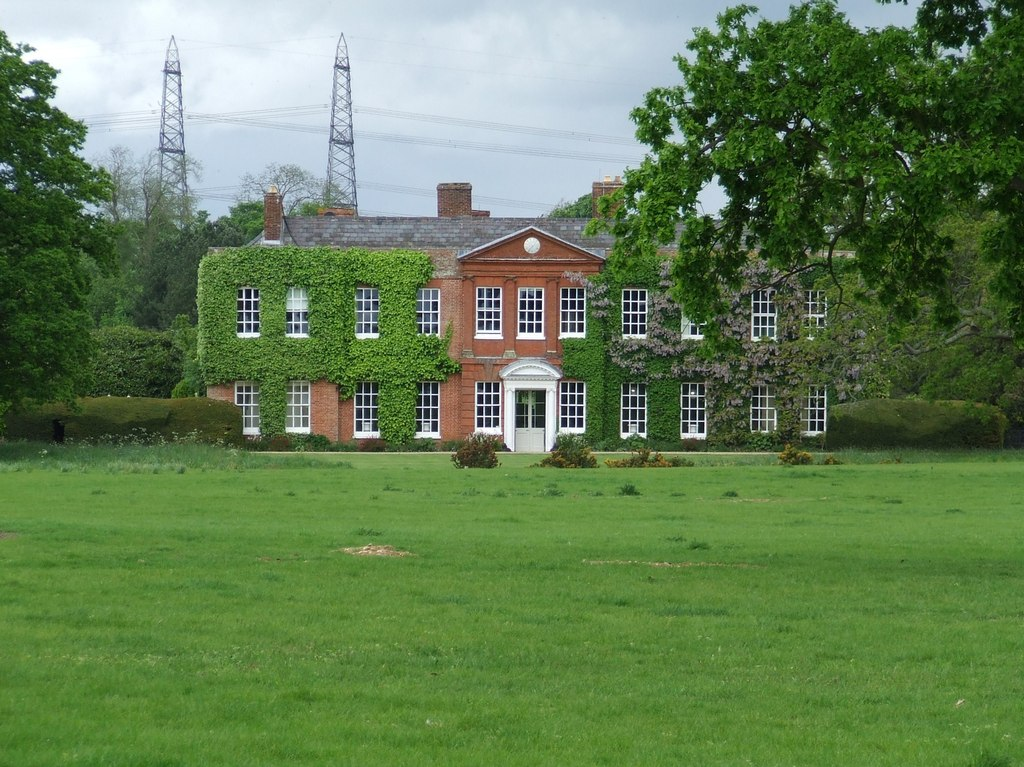
Loudham Hall a Pettistree, East Suffolk

Lynch fondò la sua prima azienda alla fine degli anni '80, mentre stava studiando per il suo dottorato di ricerca. La Lynett Systems Ltd fu finanziata con un prestito di 2.000 sterline negoziato in un bar, e produsse progetti e prodotti audio tra cui sintetizzatori e un campionatore per l'Atari ST. Nel 1991 fondò la Cambridge Neurodynamics, specializzata nel riconoscimento delle impronte digitali basato su computer. Ci furono tre spin-off di Cambridge Neurodynamics: Neurascript, per la ricerca di documenti aziendali in base al riconoscimento dei caratteri e venne acquistata dalla società tedesca Dicom nel 2004; NCorp, che effettuò ricerche nei database; Autonomy per cercare fonti non strutturate tra cui telefonate, e-mail e video.
Nel 1996, Lynch fondò HP Autonomy, una società di software di ricerca, con David Tabizel e Richard Gaunt. Con Lynch come amministratore delegato (CEO), Autonomy diventò una delle prime 100 società pubbliche del Regno Unito e un'azienda leader nella Silicon Fen. Lynch fu descritto dalla stampa come l'equivalente britannico dell'uomo d'affari americano Bill Gates. Nell'ottobre 2011, Autonomy fu venduta a Hewlett-Packard per oltre 11 miliardi di dollari (8,6 miliardi di sterline). Lynch guadagnò circa 800 milioni di dollari da quella cessione.
Dopo la vendita, Lynch fondò una società di venture capital, Invoke Capital. Una delle prime aziende sostenute da Invoke Capital fu la società di sicurezza informatica Darktrace. Invoke Capital diventò il maggiore azionista di Darktrace, con Lynch e sua moglie Angela Bacares al secondo posto, detenendo azioni per un valore di quasi 200 milioni di sterline. Molti membri del personale di Darktrace, incluso il suo CEO, si trasferirono da Autonomy e Lynch fu membro del consiglio di amministrazione fino al 2018 e continuò come membro del consiglio consultivo fino al 2021. Lynch fu membro del consiglio scientifico e tecnologico di Darktrace fino a febbraio 2023. Oltre a dover affrontare le domande sul coinvolgimento di Lynch con l'azienda, Darktrace dovette contrastare lo scetticismo sulla sua tecnologia, definito dagli analisti "olio di serpente".
Altre società tecnologiche supportate da Invoke Capital inclusero Featurespace, specializzata in software per rilevare e prevenire frodi e crimini finanziari. Invoke Capital investì nella società di tecnologia legale Luminance, fondata in collaborazione con Slaughter and May. Anche Sophia Genetics, una società svizzera di dati medici, fu sostenuta da Invoke Capital.
In qualità di imprenditore leader nel settore tecnologico, Lynch ricoprì una serie di posizioni in consigli di amministrazione e comitati. Quando fu accusato di frode negli Stati Uniti, si dimise dal suo ruolo di consulente governativo nel Consiglio per la Scienza e la Tecnologia e dai comitati della Royal Society. In precedenza fu membro del consiglio di amministrazione della Cambridge Enterprise, dei Royal Botanic Gardens di Kew, della BBC, della British Library, di Nesta e del Francis Crick Institute.

## Cause civili e penali

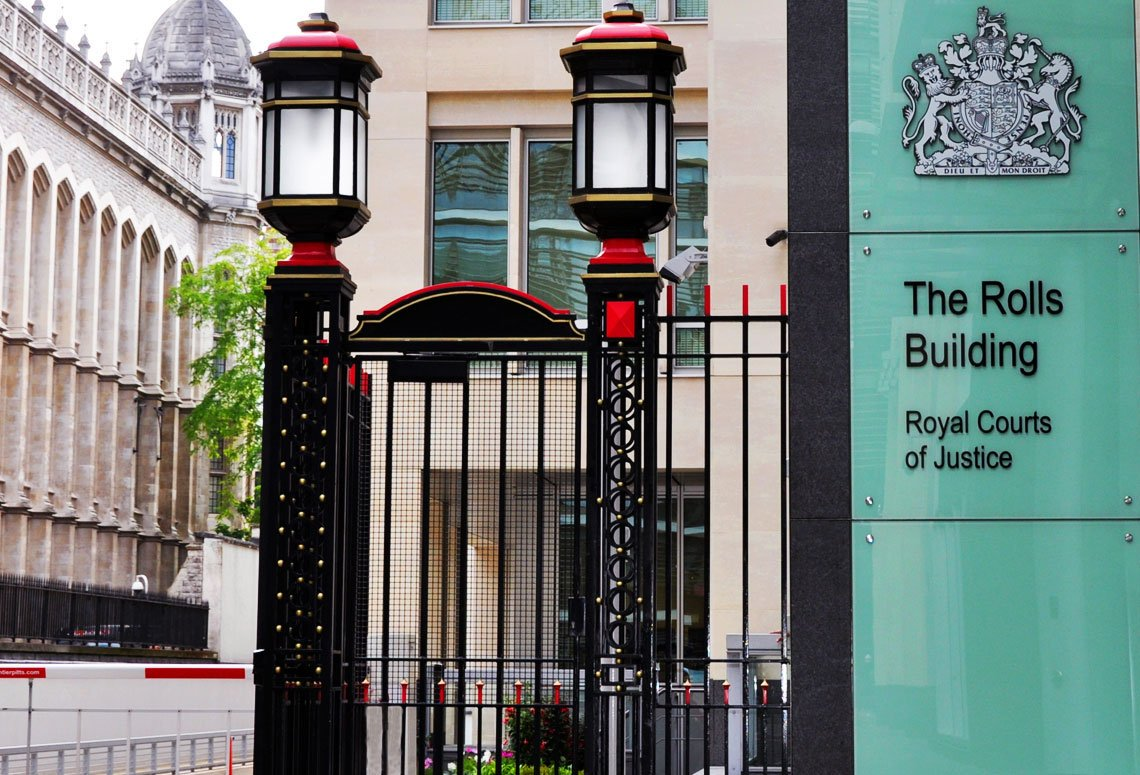
La causa civile discussa al Rolls Building di Londra

Nel novembre 2012, Hewlett-Packard annunciò una svalutazione di 8,8 miliardi di dollari (5,5 miliardi di sterline) di attività a seguito dell'acquisto di Autonomy a causa di "gravi irregolarità contabili, errori di divulgazione e false dichiarazioni" verificatesi prima dell'acquisizione, gonfiando artificialmente il valore di Autonomy. Lynch negò le accuse, oggetto di indagine da parte del Serious Fraud Office del Regno Unito, che nel gennaio 2015 annunciò che avrebbe concluso l'indagine senza alcuna azione a causa di prove insufficienti in relazione ad alcuni aspetti delle accuse, mentre altri aspetti vennero ceduti alle autorità degli Stati Uniti.  
Nel novembre 2018, Lynch fu incriminato per frode negli Stati Uniti insieme a Stephen Chamberlain, ex vicepresidente delle finanze di Autonomy. All'inizio del 2018 Sushovan Hussain, ex direttore finanziario di Autonomy, venne riconosciuto colpevole di frode negli Stati Uniti e condannato a cinque anni di carcere. 
La causa civile venne ascoltata al Rolls Building di Londra.
Nel marzo 2019, Hewlett-Packard intentò un'azione civile per frode presso l'Alta Corte di Londra. L'azione sostenne che il CFO di Autonomy, Sushovan Hussain e il fondatore Lynch, "hanno gonfiato artificialmente i ricavi, la crescita dei ricavi e i margini lordi dichiarati da Autonomy". Il caso fu ascoltato dal giudice Hildyard, che si riunì per 93 giorni durante un periodo di nove mesi presso il Rolls Building. Il giudice emise le sue conclusioni nel gennaio 2022, stabilendo sostanzialmente la vittoria di Hewlett-Packard sulle loro richieste. I danni avrebbero dovuto essere decisi in seguito, ma il giudice disse che probabilmente sarebbero stati considerevolmente inferiori ai 5 miliardi di dollari richiesti da Hewlett Packard.
Con il processo civile in pieno svolgimento a Londra, le autorità americane chiedero l'estradizione di Lynch per affrontare le accuse penali di cospirazione e frode negli Stati Uniti. Attraverso i suoi avvocati, Lynch disse che "respinge vigorosamente tutte le accuse". Come formalità, si presentò per l'arresto nel febbraio 2020, venendo poi rilasciato su cauzione di 10 milioni di sterline dalla Westminster Magistrates' Court. Il caso creò un dibattito sul funzionamento del trattato di estradizione anglo-americano del 2003. Cinque ex ministri del governo firmarono una lettera al Times contro l'estradizione, e il deputato David Davis disse in parlamento che si trattò di un tentativo da parte delle autorità americane di "esercitare una giurisdizione extraterritoriale". 
Nel luglio 2021, un giudice distrettuale stabilì presso la Westminster Magistrates' Court la liceità dell'estradione di Lynch negli Stati Uniti. Lynch chiese dunque una revisione giudiziaria ma la domanda venne respinta dal giudice dell'Alta Corte, il giudice Swift, nel gennaio 2022 e il ministro dell'Interno Priti Patel approvò la sua estradizione. Durante il procedimento di estradizione Lynch fu rappresentato da Alex Bailin KC, il quale sostenne che Lynch avrebbe dovuto affrontare un processo nel Regno Unito. Dopo il fallimento di un ulteriore appello, Lynch fu trasportato negli Stati Uniti nel maggio 2023 e tenuto agli arresti domiciliari a San Francisco in attesa del processo. 
Lynch e Chamberlain furono processati a San Francisco il 18 marzo 2024. Lynch fu accusato di 16 capi d'accusa di frode telematica, frode sui titoli e cospirazione, mentre Chamberlain affrontò 15 capi d'accusa di frode telematica e cospirazione. Entrambi si dichiararono non colpevoli. La corte ascoltò prove e argomentazioni nel corso di 11 settimane e un'accusa di frode sui titoli venne ritirata. La giuria si ritirò per deliberare il 4 giugno. Il 6 giugno 2024, Lynch e Chamberlain furono dichiarati non colpevoli di tutte le accuse. 
Circa due mesi più tardi, Chamberlain morì dopo essere stato investito da un'auto durante una corsa a Stretham, nel Cambridgeshire, il 17 agosto 2024. 

## L'affondamento del Bayesian

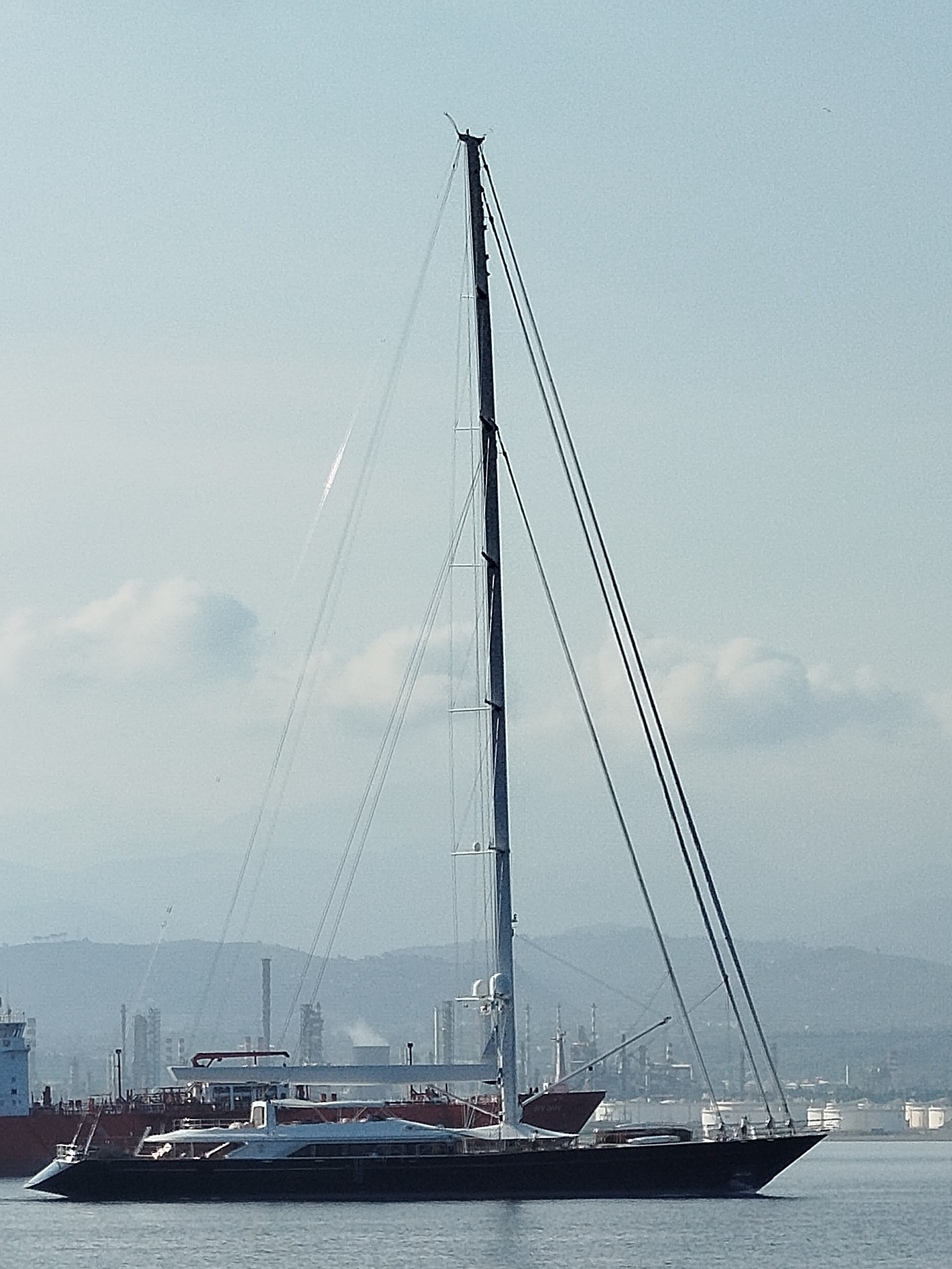
Il Bayesian pochi giorni prima dell'affondamento in Sicilia

Mike Lynch morì il 19 agosto 2024, dopo l'affondamento del suo yacht, il Bayesian, nel Mar Tirreno al largo della Sicilia. Il suo corpo fu ritrovato tre giorni dopo. Oltre a Lynch, tra le vittime vi furono anche la figlia diciottenne Hannah, il cuoco dello yacht Recaldo Thomas, il banchiere Jonathan Bloomer e sua moglie Judy, l'avvocato Chris Morvillo, che lavorò all'assoluzione di Lynch a San Francisco, e sua moglie Neda Nassiri. Tra i superstiti vi furono la moglie Angela Bacares, anch'ella a bordo dello yacht, e la figlia maggiore, Esme Lynch, in quel momento non a bordo.

## Vita privata
Lynch si sposò con Angela Bacares con la quale ebbe due figlie. Nel 2023, la Rich List del Sunday Times stimò il patrimonio netto della coppia a 852 milioni di sterline. Nella sua voce in Who's Who vennero elencate tra le sue attività ricreative il sassofono, il jazz e la conservazione di razze rare.